# ناتاشا ميسيتش
ناتاشا ميسيتش (بالصربية: Наташа Мићић)‏ (و. 1965 – م) هي سياسية من صربيا . تولت منصب رئيس صربيا (29 ديسمبر 2002–4 فبراير 2004).

## التعليم
تعلمت في كلية الحقوق بجامعة بلغراد.
| المناصب السياسية        | المناصب السياسية                                         | المناصب السياسية       |
| ----------------------- | -------------------------------------------------------- | ---------------------- |
| سبقه ميلان ميلوتينوفيتش | رئيس صربيا 2002 - 2004                                   | تبعه Dragan Maršićanin |
| سبقه Dragan Maršićanin  | President of the National Assembly of Serbia 2001 - 2004 | تبعه Dragan Maršićanin |